# Pulcinella (film)
Pulcinella è un film d'animazione del 1973, diretto da  Giulio Gianini ed Emanuele Luzzati.

## Trama
Pulcinella è vessato dalla moglie, che lo considera un fannullone, ed è inseguito dai carabinieri per aver urinato sotto un monumento equestre. Si rifugia sul tetto della sua abitazione e si addormenta, sognando di essere un famoso ballerino che si esibisce in un grande teatro dell'opera; dal pubblico spuntano però alcuni carabinieri che si mettono ad inseguirlo. La mattina dopo si sveglia e può rientrare in casa, dove si rimette a letto.

## Colonna sonora
La colonna sonora è costituita dall'ouverture del Turco in Italia di Gioachino Rossini.

## Riconoscimenti
Il cortometraggio vinse il Nastro d'argento per la regia del miglior cortometraggio nel 1973 ed il Premio Referendum della Critica al Salone Internazionale dei Comics dello stesso anno.
Fu anche candidato all'edizione 1974 del Premio Oscar nella categoria del migliore cortometraggio animato.

## Distribuzione

### DVD
Il film è disponibile dal 2009 in un DVD, distribuito dall'Editore Gallucci, intitolato Omaggio a Rossini, assieme agli altri cortometraggi L'Italiana in Algeri e La gazza ladra.